# الزريجي
عدد السكان 25الف نسمه
الزريجي هي منطقة نائية تقع ضمن حدود قضاء شط العرب التابع لمحافظة البصرة في العراق، وتحدها من الشرق إيران. تشتهر المنطقة بالزراعة، إضافة لوجود معادن وثروات طبيعية فيها، مثل النفط، ويوجد فيها جسر سعد الذي يربطها بمنطقة الهارثة.